# Еріка Педретті
Еріка Педретті (чеськ. Erica Pedretti, 25 лютого 1930, Штернберк, Моравія, Чехословаччина — 14 липня 2022) — швейцарська письменниця, скульпторка та художниця.

## Біографія
Народилась Еріка Педретті (прізвище при народженні - Шефтер) 25 лютого 1930 року в Штернберку (Моравія, Чехословаччина). Педретті, поїхала до Швейцарії в 1945 році. Вона вивчала живопис та мистецтво. Досягла успіху як письменниця, художниця та скульпторка. Кілька років жила в США, але в 1952 році повернулася до Швейцарії, де вийшла заміж за швейцарського художника Джана Педретті.
Еріка Педретті публікувала тексти з 1970 року, а з 1976 року вона працювала як художник, особливо як скульптор.
У 1984 році Педретті отримала премію Інгеборг Бахман (англ. Ingeborg Bachmann Prize) за текст «Модель і її художник»" (англ. The modell and his painter), а в 1996 - премію Марії Луїз Кашніц (англ. Marie Luise Kaschnitz Prize) за роман «Engste Heimat».